# Conus jickelii
Espèce
Statut de conservation UICN

 LC  : Préoccupation mineure
Conus jickelii est une espèce de mollusques gastéropodes marins de la famille des Conidae.
Comme toutes les espèces du genre Conus, ces escargots sont prédateurs et venimeux. Ils sont capables de « piquer » les humains et doivent donc être manipulés avec précaution, voire pas du tout.

## Description
La taille de la coquille varie entre 33 mm et 51 mm. La coquille blanche présente des marques longitudinales chocolatées et irrégulières, ainsi que des taches quadrangulaires en séries tournantes. 

## Distribution
Cette espèce marine est présente dans la Mer Rouge et dans le Golfe d'Aden.

### Niveau de risque d’extinction de l’espèce
Selon l'analyse de l'UICN réalisée en 2011 pour la définition du niveau de risque d'extinction, cette espèce d'escargot conique est présente dans le sud de la mer Rouge et dans le golfe d'Aden. On la trouve également autour de la Corne de l'Afrique. Cette espèce est relativement largement distribuée (en comparaison avec d'autres espèces de la région) et il n'y a pas de menaces actuelles connues qui mettraient l'espèce en danger. Elle a donc été évaluée comme étant de préoccupation mineure.

## Taxonomie

### Publication originale
L'espèce Conus jickelii a été décrite pour la première fois en 1873 par le zoologiste et malacologiste allemand Heinrich Conrad Weinkauff (1817–1886) dans la publication intitulée « Die familie der Coneae oder Conidae Systematisches Conchylien »,.

### Synonymes
- Conus (Phasmoconus) jickelii Weinkauff, 1873 · appellation alternative
- Conus minutus Schröter, 1803 · non accepté (nomen oblitum)
- Cucullus quadratus Röding, 1798 · non accepté (nomen oblitum)
- Phasmoconus (Phasmoconus) jickelii (Weinkauff, 1873) · non accepté
- Phasmoconus jickelii (Weinkauff, 1873) · non accepté